# Cocos2d
Cocos2d — кросс-платформенный фреймворк, используемый для разработки интерактивных приложений и игр (преимущественно для мобильных устройств). Является открытым программным обеспечением. Cocos2d содержит множество ответвлений, таких как Cocos2d-ObjC, Cocos2d-x, Cocos2d-html5 и Cocos2d-XNA. Также в сообществе Cocos2d имеется несколько независимых редакторов, предназначенных для редактирования спрайтов, частиц, шрифтов и тайловых карт. Можно также упомянуть редакторы мира: CocosBuilder и CocoStudio.

## Спрайты и сцены
Работа всех версий Cocos2D основана на использовании спрайтов. Спрайты можно рассматривать как простые 2D изображения, но также может быть контейнером для других спрайтов. В Cocos2D расположенные вместе спрайты создают сцену, к примеру, уровень игры или главное меню. Спрайтами можно управлять на основе событий в исходном коде или как часть анимации. Над спрайтами можно проводить всевозможные действия: перемещать, поворачивать, масштабировать, изменять изображение и так далее.

## Анимация
Cocos2D обеспечивает базовые примитивы анимации, которые используют спрайты. Некоторые версии Cocos2D позволяют эффекты частиц и применение шейдерных фильтров (warp, ripple и тд.).

### Графический интерфейс пользователя
Cocos2D предоставляет примитивы для создания простых элементов графического интерфейса. Они включают в себя текстовые поля, надписи, меню, кнопки и другие распространённые элементы.

### Физическая система
Множество реализаций Cocos2D идут вместе с распространенными реализациями 2D физических движков, таких как Box2D и Chipmunk.

### Звук
Различные версии Cocos2D имеют звуковые библиотеки, обертки над OpenAL или другими библиотеками. Возможности зависят от реализации Cocos2D.

### Поддержка скриптов
Поддерживается биндинг с Javascript, Lua и другими. 

### Поддержка редакторов
- CocoStudio: инструментарий на основе Cocos2d-x, содержит UI Editor, Animation Editor, Scene Editor и Data Editor; вместе образуя законченную систему.
- CocosBuilder: бесплатное ПО под лицензией MIT.
- SpriteBuilder: SpriteBuilder — новое поколение CocosBuilder.

## Поддержка платформ и языков
| Ответвление     | Платформы                                              | Язык API                         |
| --------------- | ------------------------------------------------------ | -------------------------------- |
| Cocos2d-x       | iOS, Android, Windows Phone 8, Windows 7, Linux, macOS | C++, Lua, Javascript, TypeScript |
| Cocos2d-android | Android                                                | Java                             |
| Cocos2d-objc    | iOS, macOS                                             | Objective-C                      |
| Cocos2d-js      | Браузеры с поддержкой HTML5                            | Javascript                       |
| Cocos2d-xna     | Windows Phone 7 & 8, Windows 7 & 8, Xbox 360           | C#                               |
| Cocos2d-python  | Windows 7+, macOS, Linux                               | Python                           |

## Игры, использующие движок

### Cocos2d-x
- Clash of Lords 2[4]
- Flow Free[англ.]
- Hill Climb Racing
- Geometry Dash
- Red Ball 4
- Shadow Fight 2 (До версии 1.9.38)